# JQ1
Il JQ1 è una tienotriazolodiazepina e un potente inibitore della famiglia BET delle proteine del bromodomino che includono BRD2, BRD3, BRD4 e la proteina testicolare specifica BRDT nei mammiferi. Gli inibitori della BET strutturalmente simili a JQ1 sono stati testati in studi clinici per una varietà di tumori tra cui il carcinoma della linea mediana NUT. È stato sviluppato dal laboratorio James Bradner al Brigham and Women's Hospital e prende il nome dal chimico Jun Qi. La struttura chimica è stata ispirata dal brevetto di inibitori BET simili di Mitsubishi Tanabe Pharma [WO/2009/084693]. Strutturalmente è correlato alle benzodiazepine. Sebbene ampiamente utilizzato nelle applicazioni di laboratorio, JQ1 non viene utilizzato di per sé negli studi clinici sull'uomo perché ha una breve emivita.